# Hrvoje Messing
Hrvoje Messing (Zagreb, 26. srpnja 1940. – Požega, 10. siječnja 2012.), hrvatski šahist i reprezentativac Hrvatske u problemskom šahu. Po struci je bio odvjetnik.

## Životopis
Rodio se u Zagrebu. U djetinjstvu s obitelji odselio u Požegu, gdje je završio osnovnu školu i gimnaziju. Već u školskim danima zanimao se za šah. Iskazao je već tada poseban dar u igranju naslijepo. S 15 godina zaigrao je za požeški POŠK na momčadskom prvenstvu Hrvatske. Na studij je otišao u Zagreb gdje je diplomirao na Pravnom fakultetu. Tijekom studija družio se s poznatim zagrebačkim šahistima. Osobito se zanimao problemski šah. Natjecao se na omladinskim prvenstvima NR Hrvatske na kojima se uvijek visoko plasirao a 1958. godine osvojio je nadmoćno naslov prvaka. Tri puta se natjecao na prvenstvu FRNJ i 1957. bio je brončani. Igrao za Mladost iz Zagreba s kojom je na momčadskom prvenstvu FNRJ bio prvi, ostvarivši postigao zavidan rezultat na sedmoj seniorskoj ploči. Na seniorskim prvenstvima Hrvatske 1959. i 1961. godine bio je u vrhu tablice. Nakon završetka studija odslužio je vojni rok u Beogradu u kojem se zadržao nekoliko godina igrajući za Crvenu zvezdu, s kojom je od 1966. do 1972. godine četiri puta osvojio kup i momčadsko prvenstvo SFRJ. Osam se je puta natjecao na seniorskim državnim prvenstvima, od 1968. do 1980. godine. Naslov majstora osvojio je sedmim mjestom u Čateškim Toplicama 1968. godine. 1970. godine bio je četvrti u Vrnjačkoj Banji, a 1979. u Bjelovaru peti. Na jakom međunarodnom turniru u Sarajevu 1971. stekao je naslov međunarodnog majstora. Pobijedio je na pet međunarodnih turnira. Veliki uspjesi su mu drugo mjesto u Varni 1973. te drugo mjesto 1984. godine u Beloj Crkvi. 1980-ih se vratio u Požegu gdje je preuzeo odvjetnički ured od oca. I dalje se bavio šahom te nerijetko se natjecao na međunarodnim, promidžbenim i otvorenim turnirima diljem Slavonije. Za osječku Mursu zaigrao je početkom 1990-ih s kojom je ušao u Prvu šahovsku ligu. Nakon Domovinskog rata prešao u požeški Spin Valis, s kojima je na momčadskom prvenstvu Hrvatske 1998. godine bio prvi. Igrao je od 1999./2000. za trećeligaša Kutjevo, čija je bio prva ploča 14 godina. Pridonio je razvitku kutjevačkog šaha. Osvojili su tri županijska šahovska kupa, a klub je dva puta nastupao u finalu šahovskog kupa Hrvatske. 2005. se godine vratio problemskom šahu. Suosnivač Udruge šahovskih problemista 2006. godine. Višestruki hrvatski rješavački reprezentativac na svjetskim i europskim rješavačkim prvenstvima. Član Društva za šahovsku kompoziciju i zagonetaštvo iz Zagreba. Kao igrač bio je borben, izvrsne taktike, čemu je prilagođavao si izbor šahovskih otvaranja. Kad je igrao kao bijeli, igrao je popularne inačice Sicilijanske obrane, osobito Najdorfovu, a kao crni volio je igrati Holandsku obranu i Španjolku. Messingu u čast Šahovski klub osoba s kroničnim dišnim bolestima "Aer", GŠK Kutjevo i Društvo za šahovsku kompoziciju i zagonetaštvo zajednički organiziraju memorijalni brzopotezni turnir.